# Gazi Baba
Gazi Baba (Macedonisch: Гази Баба) is een gemeente in Noord-Macedonië en maakt deel uit van het hoofdstedelijk gebied Groot Skopje.
Gazi Baba telt 72.617 inwoners (2002). De oppervlakte bedraagt 110,86 km², de bevolkingsdichtheid is 655 inwoners per km².